# Stesilea truncata
Stesilea truncata är en skalbaggsart som beskrevs av Stefan von Breuning 1962. Stesilea truncata ingår i släktet Stesilea och familjen långhorningar.
Artens utbredningsområde är Sulawesi. Inga underarter finns listade i Catalogue of Life.